# Sever the Wicked Hand
Albums de Crowbar
Lifesblood for the Downtrodden
(2005) Symmetry in Black
(2014)
Sever the Wicked Hand est le neuvième album studio du groupe de sludge metal américain Crowbar, qui a est sorti le 8 février 2011 chez E1 Music, le 14 février 2011 chez Century Media au Royaume-Uni et un jour plus tard dans le reste de l'Europe. C'est le premier album studio du groupe depuis Lifesblood for the Downtrodden, sorti six ans avant, en 2005.

## Contexte
Sever the Wicked Hand est le premier album où le chanteur Kirk Windstein a enregistré de manière sobre.

## Réception
Selon Metacritic, l'album a reçu des critiques généralement favorables et un score de 79 sur 100. Adrien Begrand de PopMatters a salué l'album du groupe qui "sonne si frais en sonnant confortablement familier en même temps" et a fait éloge du chant de Kirk Windstein sur Let Me Mourn, l'intensité émotionnelle sur Echo An Eternity et la piste émouvante Symbiose. Situé dans un contexte de la reprise récent de l'alcoolisme de Windstein Eduardo Rivadavia écrit pour Allmusic que, bien qu'il y ait "pas de grandes révélations ou de révolution" sur Sever the Wicked Hand "l'esprit et l'inspiration ont clairement été revitalisés, et le résultat final équivalent à un album de Crowbar" parmi les meilleurs de la carrière du groupe.

## Liste des morceaux
1. "Isolation (Desperation)" – 4:15
2. "Sever the Wicked Hand" – 3:16
3. "Liquid Sky and Cold Black Earth" – 6:24
4. "Let Me Mourn" – 4:51
5. "The Cemetery Angels" – 4:02
6. "As I Become One" – 4:56
7. "A Farewell to Misery" – 3:44
8. "Protectors of the Shrine" – 3:29
9. "I Only Deal in Truth" – 3:20
10. "Echo an Eternity" – 5:03
11. "Cleanse Me, Heal Me" – 3:42
12. "Symbiosis" – 5:05

## Personnel

### Crowbar
- Kirk Windstein – vocales, guitares
- Matthew Brunson – guitares
- Patrick Bruders – basse
- Tommy Buckley – batterie

### musiciens supplémentaires
- Patrick Plata – vocales sur "A Farewell to Misery"
- Duane Simoneaux – piano sur "A Farewell to Misery"

### Production
- Kirk Windstein – production
- Zeuss – mixage et mastering
- Duane Simoneaux – enregistrement
- Thomas De Ville – enregistrement
- Mike D'Antonio - art